# São Francisco de Goiás
São Francisco de Goiás é um município brasileiro do estado de Goiás. Sua população estimada para 2021 é de 6.265 pessoas. Na cidade fica a sede da Associação Caminho de Cora Coralina (ACCC).
Apesar de possuir um nome atribuído a um "santo" da Igreja Católica Apostólica Romana, o Município possui grande diversidade religiosa, possuindo igrejas Evangélicas de denominações Arminianas e Calvinistas, bem como comunidades Espiritas.

## História

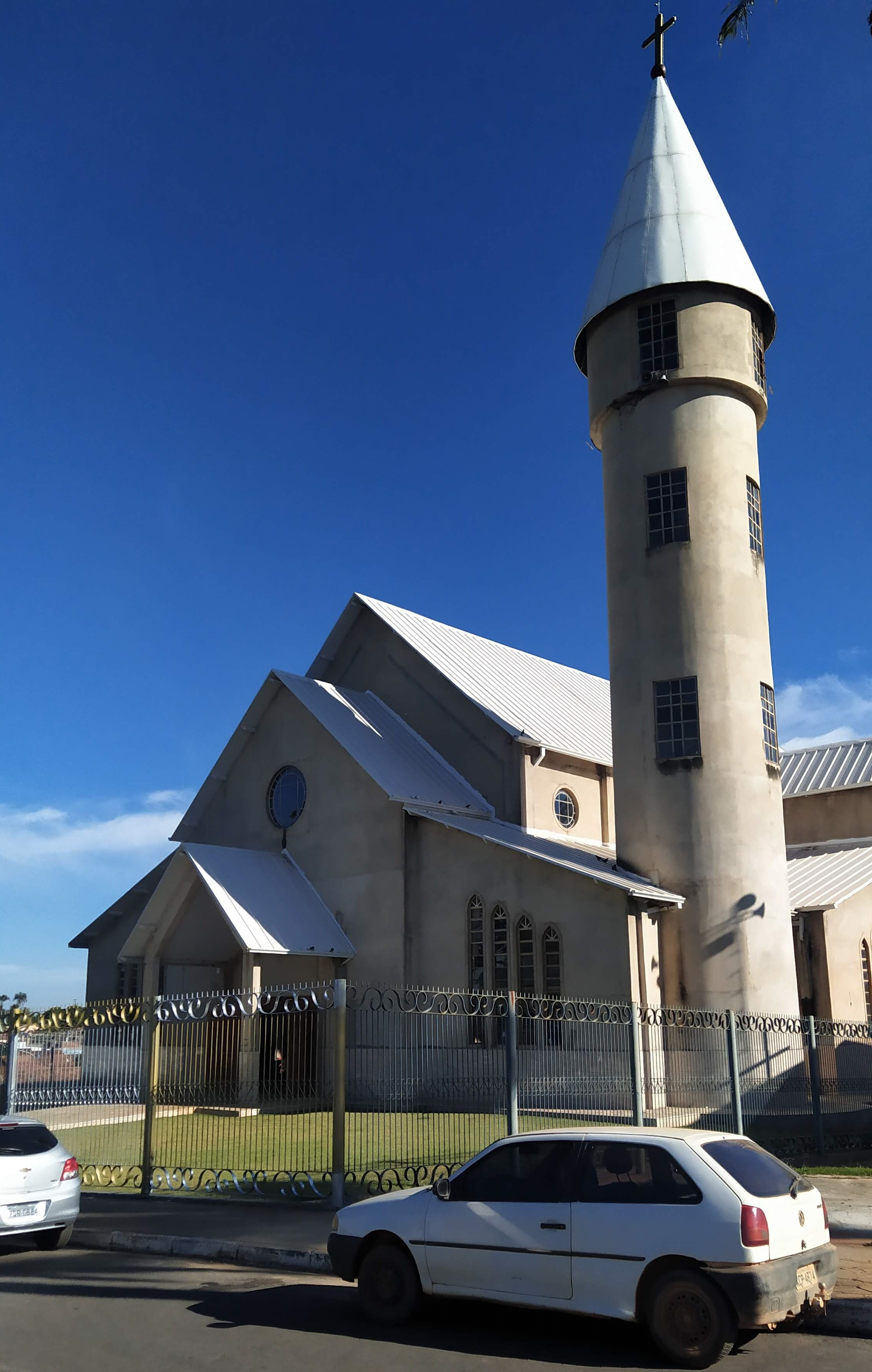
Igreja São Francisco de Assis.

O povoado de São Francisco das Chagas, situado às margens do córrego Raposa, em terras de Francisco Chagas de Assis, surgiu por volta de 1740, pouco depois da fundação de Jaraguá.
O fundador, de caráter fortemente religioso, construiu em sua própria fazenda uma capela de palha em louvor a São Francisco, onde periodicamente rezava o terço em companhia dos lavradores vizinhos, dando origem ao povoamento, cuja economia se firmava na agricultura.
Na divisão administrativa de 1911, o povoado de São Francisco aparece como distrito, integrando o Município de Jaraguá, constando a denominação de “Chagas” na divisão para o quinquênio 1944/1948.
Em 8 de setembro de 1953, pela Lei Estadual nº 768, o distrito foi elevado a município, passando a denominar-se “São Francisco de Goiás“, instalado em 1 de janeiro de 1954.

## Geografia
Sua população do ultimo senso de 2010 era de 6.120 habitantes e a área total do município é de 415.791 km². O município localiza-se, segundo classificação do IBGE, na Microrregião de Anápolis, Mesorregião do Centro Goiano. É o primeiro município do Vale do São Patrício, no sentido sul-norte.

### Hidrografia
A hidrografia do município é formada por cursos d'água, córregos e rios que compõem a bacia do rio da Almas, dentre eles: Córrego São Francisco, Córrego Caba Vida, Córrego da Raposa, Córrego Palmital, Córrego Tome Pinto, Córrego da Rocinha, Córrego Bicudo, Córrego Taquaral, Córrego Forquilha, Rio Padre Sousa, Rio Pari, Rio Lagoa Alegre, Rio Lagoinha e Rio das Almas,

### Rodovias[13]
- GO-080
- GO-529
- BR-153 - Belém / Brasília
- BR-070 - Brasília / Cuiabá

## Turismo
Parte do trecho do Caminho de Cora Coralina passa pela cidade de São Francisco de Goiás . Também na cidade fica a sede da Associação Caminho de Cora Coralina – ACCC, que foi fundada em 2019.

## Administração
- Prefeito: Cleuton Gomes de Moura  (2021/2024)
- Vice-Prefeito: Jaime Alves da Silva
- Presidente da Câmara: Ivandir Medeiros da Silva (2022 / 2024)